# Tênis nos Jogos Olímpicos de Verão de 2016 - Qualificatórias
Este artigo detalha a fase de qualificação do  tênis (ténis) nos Jogos Olímpicos de Verão de 2016, conforme definido pela Federação Internacional de Tênis - ITF, com base nos rankings masculino, mantido pela Associação de tenistas Profissionais - ATP, e feminino, pela Associação de Tênis Feminino (Women's Tennis Association - WTA).

## Informações gerais
Foram colocadas em disputa cento e sessenta e oito vagas, de um total de 172 disponíveis.
País-sede: caso o Brasil não tenha nenhum atleta ou nenhuma dupla qualificada para cada um dos torneios, tem garantida uma vaga para cada torneio, para o melhor posicionado no ranking mundial.
Limites de vagas e atletas por CON: Cada Comitê Olímpico Nacional - CON pode qualificar até doze tenistas, seis de cada sexo, quatro para os torneios de simples e dois para o torneio de duplas.
As vagas são designadas diretamente aos atletas qualificados.

## Critérios de qualificação
O principal critério de qualificação são os rankings masculino da ATP e feminino da WTA, publicados em 6 de junho de 2016, com base no desempenho das últimas 52 semanas nos diversos torneios válidos para os rankings, além da possibilidade de utilizar o ranking protegido, em caso de jogadores que tenham passado mais de seis meses lesionados, em que é possível a utilização da posição no ranking anterior à lesão.
Para que os tenistas representem seu CON nos Jogos Olímpicos devem ter representado o país na Copa Davis, torneio masculino, ou na Fed Cup, torneio feminino, no período 2015/2016:
- Países participantes do grupo mundial nos últimos quatro anos: o tenista deve ter representado o país ao menos três vezes.
- Países participantes dos grupos regionais por pelo menos três anos, nos últimos quatro anos: o tenista deve ter representado o país ao menos duas vezes.
- Ou, ter representado o país pelo menos vinte vezes, uma delas no período 2015/2016.

### Individuais
Cinquenta e seis melhores jogadores do mundo, com base em seu respectivo ranking, são qualificáveis para os torneios individuais. As oito demais vagas são definidas por outros critérios:
- O melhor tenista do país-sede está automaticamente qualificado, independente de estar entre os melhores.
- Pelo menos um representante de cada uma das associações regionais (África, Ámerica do Sul, América Central e Caribe, Ásia, Europa e Oceania).
- Duas vagas para medalhistas de ouro olímpico ou campeões de Grand Slam, que estejam entre os duzentos melhores do ranking.
- Duas vagas universais para CON sem representante qualificado, com base no ranking.
- Duas vagas-convite, pela Comissão Tripartite.

### Duplas
Todos os jogadores entre os dez melhores em duplas estão automaticamente habilitados e podem definir seu parceiro, desde que esteja habilitado e o CON não tenha atingido o limite de jogadores. As demais vagas reservadas para o ranking são definidas por um ranking combinado, que leva em consideração a posição do jogador no individual e em duplas, em que são somados a melhor posição de cada jogador.
Oito vagas estão reservadas e são definidas por outros critérios. Caso o limite de oitenta e seis jogadores seja atingido, as vagas são destinadas a duplas formadas com jogadores já inscritos para o individual.
- Uma vaga para o país-sede, composta por jogadores cuja soma no ranking combinado não ultrapasse 500.
- Pelo menos uma dupla de cada uma das associações regionais (África, Ámerica do Sul, América Central e Caribe, Ásia, Europa e Oceania), para a melhor dupla, com a soma limitada a 300.
- As vagas restantes são definidas pelo ranking combinado para CON ainda não qualificados para o torneio.

### Duplas mistas
As dezesseis equipes de duplas mistas são definidas em um sorteio pela ITF, entre os jogadores já inscritos para os torneios individual ou de duplas e considerando suas posições nos rankings individual e de duplas.

## Jogadores qualificados
Lista provisória dos jogadores qualificados, conforme publicado pela ITF, em 19 de julho de 2016.

### Simples masculino
| Ordem | Ranking                                                      | CON                                                          | Tenista                                                      | Critério                                                     | Pontos ATP                                                   | Ranking do CON                                               | Davis Jogos                                                  | Davis Regional                                               | Davis 2013–16                                                | Davis 2015–16                                                |
| --- | ------------------------------------------------------------ | ------------------------------------------------------------ | ------------------------------------------------------------ | ------------------------------------------------------------ | ------------------------------------------------------------ | ------------------------------------------------------------ | ------------------------------------------------------------ | ------------------------------------------------------------ | ------------------------------------------------------------ | ------------------------------------------------------------ |
| 1 | 1                                                            | SRB Sérvia                                                   | Novak Djokovic                                               | Ranking                                                      | 16950                                                        | 1                                                            | 23                                                           | 0                                                            | 6                                                            | 2                                                            |
| 2 | 2                                                            | GBR Grã-Bretanha                                             | Andy Murray                                                  | Ranking                                                      | 8915                                                         | 1                                                            | 20                                                           | 0                                                            | 8                                                            | 5                                                            |
| Fora | 3                                                            | SUI Suíça                                                    | Roger Federer                                                | a                                                            | 6655                                                         | 1                                                            | 27                                                           | 0                                                            | 6                                                            | 1                                                            |
| 4 | 4                                                            | ESP Espanha                                                  | Rafael Nadal                                                 | Ranking g                                                    | 5405                                                         | 1                                                            | 17                                                           | 0                                                            | 2                                                            | 1                                                            |
| 5 | 5                                                            | SUI Suíça                                                    | Stan Wawrinka                                                | Ranking                                                      | 5305                                                         | 2                                                            | 25                                                           | 0                                                            | 8                                                            | 1                                                            |
| 6 | 6                                                            | JPN Japão                                                    | Kei Nishikori                                                | Ranking                                                      | 4290                                                         | 1                                                            | 11                                                           | 0                                                            | 6                                                            | 3                                                            |
| Fora | 7                                                            | AUT Áustria                                                  | Dominic Thiem                                                | a                                                            | 3105                                                         | –                                                            | 3                                                            | 0                                                            | 3                                                            | 2                                                            |
| 7 | 223 (7)*                                                     | ARG Argentina                                                | Juan Martín del Potro                                        | Ranking                                                      | 230                                                          | 4                                                            | 13                                                           | 0                                                            | 3                                                            | 2                                                            |
| Fora | 8                                                            | CZE Chéquia                                                  | Tomáš Berdych                                                | a                                                            | 3030                                                         | –                                                            | 29                                                           | 0                                                            | 8                                                            | 1                                                            |
| Fora | 9                                                            | CAN Canadá                                                   | Milos Raonic                                                 | a                                                            | 2965                                                         | –                                                            | 13                                                           | 0                                                            | 6                                                            | 1                                                            |
| Fora | 10                                                           | FRA França                                                   | Richard Gasquet                                              | a                                                            | 2725                                                         | –                                                            | 16                                                           | 0                                                            | 6                                                            | 2                                                            |
| 8 | 11                                                           | BEL Bélgica                                                  | David Goffin                                                 | Ranking                                                      | 2840                                                         | 1                                                            | 10                                                           | 0                                                            | 9                                                            | 5                                                            |
| 9 | 12                                                           | FRA França                                                   | Jo-Wilfried Tsonga                                           | Ranking                                                      | 2725                                                         | 1                                                            | 16                                                           | 0                                                            | 8                                                            | 2                                                            |
| 10 | 13                                                           | CRO Croácia                                                  | Marin Čilić                                                  | Ranking                                                      | 2605                                                         | 1                                                            | 17                                                           | 0                                                            | 4                                                            | 1                                                            |
| 11 | 14                                                           | ESP Espanha                                                  | David Ferrer                                                 | Ranking                                                      | 2560                                                         | 2                                                            | 21                                                           | 0                                                            | 3                                                            | 1                                                            |
| 12 | 15                                                           | FRA França                                                   | Gaël Monfils                                                 | Ranking                                                      | 2290                                                         | 2                                                            | 13                                                           | 0                                                            | 6                                                            | 2                                                            |
| 13 | 16                                                           | ESP Espanha                                                  | Roberto Bautista Agut                                        | Ranking                                                      | 2150                                                         | 3                                                            | 3                                                            | 0                                                            | 3                                                            | 1                                                            |
| Fora | 17                                                           | USA Estados Unidos                                           | John Isner                                                   | a                                                            | 2100                                                         | –                                                            | 11                                                           | 0                                                            | 6                                                            | 2                                                            |
| 14 | 18                                                           | FRA França                                                   | Gilles Simon                                                 | Ranking                                                      | 1855                                                         | 3                                                            | 11                                                           | 0                                                            | 4                                                            | 3                                                            |
| Fora | 19                                                           | AUS Austrália                                                | Nick Kyrgios                                                 | a                                                            | 1855                                                         | –                                                            | 5                                                            | 0                                                            | 4                                                            | 1                                                            |
| Fora | 20                                                           | RSA África do Sul                                            | Kevin Anderson                                               | b                                                            | 1760                                                         | –                                                            | 5                                                            | 0                                                            | 0                                                            | 0                                                            |
| 15 | 21                                                           | SRB Sérvia                                                   | Viktor Troicki                                               | Ranking                                                      | 1670                                                         | 2                                                            | 19                                                           | 0                                                            | 5                                                            | 3                                                            |
| Fora | 22                                                           | ESP Espanha                                                  | Feliciano López                                              | a                                                            | 1630                                                         | –                                                            | 21                                                           | 0                                                            | 1                                                            | 0                                                            |
| Fora | 23                                                           | AUS Austrália                                                | Bernard Tomic                                                | a                                                            | 1625                                                         | –                                                            | 11                                                           | 0                                                            | 6                                                            | 3                                                            |
| 16 | 24                                                           | FRA França                                                   | Benoît Paire                                                 | Ranking g                                                    | 1596                                                         | 4                                                            | 0                                                            | 0                                                            | 0                                                            | 0                                                            |
| 17 | 25                                                           | URU Uruguai                                                  | Pablo Cuevas                                                 | Ranking                                                      | 1450                                                         | 1                                                            | 20                                                           | 0                                                            | 2                                                            | 1                                                            |
| 18 | 26                                                           | GER Alemanha                                                 | Philipp Kohlschreiber                                        | Ranking                                                      | 1450                                                         | 1                                                            | 17                                                           | 0                                                            | 6                                                            | 3                                                            |
| 19 | 27                                                           | USA Estados Unidos                                           | Jack Sock                                                    | Ranking                                                      | 1415                                                         | 1                                                            | 3                                                            | 0                                                            | 3                                                            | 3                                                            |
| Fora | 28                                                           | CRO Croácia                                                  | Ivo Karlović                                                 | b                                                            | 1360                                                         | –                                                            | 19                                                           | 0                                                            | 0                                                            | 0                                                            |
| Fora | 29                                                           | FRA França                                                   | Lucas Pouille                                                | b                                                            | 1311                                                         | –                                                            | 0                                                            | 0                                                            | 0                                                            | 0                                                            |
| 20 | 30                                                           | POR Portugal                                                 | João Sousa                                                   | Ranking                                                      | 1275                                                         | 1                                                            | 18                                                           | 0                                                            | 9                                                            | 4                                                            |
| Fora | 31                                                           | UKR Ucrânia                                                  | Alexandr Dolgopolov                                          | a                                                            | 1260                                                         | –                                                            | 6                                                            | 0                                                            | 4                                                            | 1                                                            |
| 21 | 32                                                           | ESP Espanha                                                  | Albert Ramos-Viñolas                                         | Ranking g                                                    | 1190                                                         | 4                                                            | 1                                                            | 0                                                            | 1                                                            | 0                                                            |
| Fora | 33                                                           | FRA França                                                   | Jérémy Chardy                                                | b                                                            | 1175                                                         | –                                                            | 2                                                            | 0                                                            | 0                                                            | 0                                                            |
| 22 | 34                                                           | ITA Itália                                                   | Fabio Fognini                                                | Ranking                                                      | 1170                                                         | 1                                                            | 15                                                           | 0                                                            | 8                                                            | 2                                                            |
| 23 | 35                                                           | ARG Argentina                                                | Federico Delbonis                                            | Ranking                                                      | 1165                                                         | 1                                                            | 4                                                            | 0                                                            | 4                                                            | 3                                                            |
| 24 | 36                                                           | BUL Bulgária                                                 | Grigor Dimitrov                                              | Ranking                                                      | 1150                                                         | 1                                                            | 8                                                            | 0                                                            | 3                                                            | 1                                                            |
| Fora | 37                                                           | USA Estados Unidos                                           | Sam Querrey                                                  | a                                                            | 1135                                                         | –                                                            | 9                                                            | 0                                                            | 6                                                            | 1                                                            |
| 25 | 38                                                           | GER Alemanha                                                 | Alexander Zverev                                             | Ranking g                                                    | 1130                                                         | 2                                                            | 1                                                            | 0                                                            | 1                                                            | 1                                                            |
| 26 | 39                                                           | USA Estados Unidos                                           | Steve Johnson                                                | Ranking g                                                    | 1110                                                         | 2                                                            | 1                                                            | 0                                                            | 1                                                            | 1                                                            |
| 27 | 40                                                           | ITA Itália                                                   | Andreas Seppi                                                | Ranking                                                      | 1095                                                         | 2                                                            | 23                                                           | 0                                                            | 9                                                            | 3                                                            |
| 28 | 41                                                           | CYP Chipre                                                   | Marcos Baghdatis                                             | Ranking                                                      | 1060                                                         | 1                                                            | 20                                                           | 4                                                            | 3                                                            | 2                                                            |
| 29 | 42                                                           | RUS Rússia                                                   | Andrey Kuznetsov                                             | Ranking                                                      | 1018                                                         | 1                                                            | 4                                                            | 0                                                            | 4                                                            | 2                                                            |
| Fora | 43                                                           | ESP Espanha                                                  | Pablo Carreño Busta                                          | b                                                            | 995                                                          | –                                                            | 0                                                            | 0                                                            | 0                                                            | 0                                                            |
| 30 | 44                                                           | LUX Luxemburgo                                               | Gilles Müller                                                | Ranking                                                      | 985                                                          | 1                                                            | 26                                                           | 0                                                            | 3                                                            | 1                                                            |
| Fora | 45                                                           | ESP Espanha                                                  | Marcel Granollers                                            | b                                                            | 972                                                          | –                                                            | 8                                                            | 0                                                            | 3                                                            | 0                                                            |
| 31 | 46                                                           | CAN Canadá                                                   | Vasek Pospisil                                               | Ranking                                                      | 955                                                          | 1                                                            | 14                                                           | 0                                                            | 8                                                            | 2                                                            |
| 32 | 94 (46)*                                                     | ARG Argentina                                                | Juan Mónaco                                                  | Ranking                                                      | 620                                                          | 3                                                            | 17                                                           | 0                                                            | 6                                                            | 1                                                            |
| Fora | 47                                                           | ESP Espanha                                                  | Nicolás Almagro                                              | b                                                            | 944                                                          | –                                                            | 7                                                            | 0                                                            | 2                                                            | 0                                                            |
| 33 | 48                                                           | CRO Croácia                                                  | Borna Ćorić                                                  | Ranking                                                      | 935                                                          | 2                                                            | 6                                                            | 0                                                            | 6                                                            | 3                                                            |
| Fora | 49                                                           | FRA França                                                   | Nicolas Mahut                                                | b                                                            | 931                                                          | –                                                            | 2                                                            | 0                                                            | 2                                                            | 2                                                            |
| 34 | 50                                                           | ARG Argentina                                                | Guido Pella                                                  | Ranking g                                                    | 928                                                          | 2                                                            | 1                                                            | 0                                                            | 2                                                            | 2                                                            |
| 35 | 51                                                           | SVK Eslováquia                                               | Martin Kližan                                                | Ranking                                                      | 925                                                          | 1                                                            | 15                                                           | 0                                                            | 8                                                            | 3                                                            |
| Fora | 52                                                           | ESP Espanha                                                  | Fernando Verdasco                                            | a                                                            | 900                                                          | –                                                            | 19                                                           | 0                                                            | 3                                                            | 1                                                            |
| Fora | 53                                                           | ESP Espanha                                                  | Guillermo García-López                                       | b                                                            | 900                                                          | –                                                            | 1                                                            | 0                                                            | 1                                                            | 0                                                            |
| 36 | 54                                                           | LTU Lituânia                                                 | Ričardas Berankis                                            | Ranking                                                      | 885                                                          | 1                                                            | 16                                                           | 0                                                            | 8                                                            | 4                                                            |
| Fora | 55                                                           | FRA França                                                   | Adrian Mannarino                                             | b                                                            | 860                                                          | –                                                            | 0                                                            | 0                                                            | 0                                                            | 0                                                            |
| 37 | 56                                                           | USA Estados Unidos                                           | Denis Kudla                                                  | Ranking g                                                    | 858                                                          | 3                                                            | 0                                                            | 0                                                            | 0                                                            | 0                                                            |
| 38 | 596 (56)*                                                    | USA Estados Unidos                                           | Brian Baker                                                  | Ranking g                                                    | 50                                                           | 4                                                            | 0                                                            | 0                                                            | 0                                                            | 0                                                            |
| 39 | 57                                                           | ITA Itália                                                   | Paolo Lorenzi                                                | Ranking                                                      | 855                                                          | 3                                                            | 8                                                            | 0                                                            | 7                                                            | 3                                                            |
| Fora | 58                                                           | GBR Grã-Bretanha                                             | Aljaž Bedene**                                               | b                                                            | 845                                                          | –                                                            | 0                                                            | 0                                                            | 0                                                            | 0                                                            |
| Fora | 59                                                           | LAT Letônia                                                  | Ernests Gulbis                                               | b                                                            | 836                                                          | –                                                            | 19                                                           | 0                                                            | 5                                                            | 0                                                            |
| Fora | 60                                                           | FRA França                                                   | Paul-Henri Mathieu                                           | b                                                            | 816                                                          | –                                                            | 6                                                            | 0                                                            | 0                                                            | 0                                                            |
| Fora | 61                                                           | KAZ Cazaquistão                                              | Mikhail Kukushkin                                            | a                                                            | 797                                                          | –                                                            | 17                                                           | 0                                                            | 8                                                            | 3                                                            |
| 40 | 62                                                           | BRA Brasil                                                   | Thomaz Bellucci                                              | Ranking                                                      | 790                                                          | 1                                                            | 16                                                           | 0                                                            | 6                                                            | 2                                                            |
| 41 | 63                                                           | TUN Tunísia                                                  | Malek Jaziri                                                 | Ranking                                                      | 787                                                          | 1                                                            | 18                                                           | 1                                                            | 3                                                            | 2                                                            |
| 42 | 64                                                           | UZB Uzbequistão                                              | Denis Istomin                                                | Ranking                                                      | 771                                                          | 1                                                            | 24                                                           | 0                                                            | 7                                                            | 2                                                            |
| Fora | 65                                                           | USA Estados Unidos                                           | Taylor Fritz                                                 | b                                                            | 768                                                          | –                                                            | 0                                                            | 0                                                            | 0                                                            | 0                                                            |
| 43 | 66                                                           | AUS Austrália                                                | John Millman                                                 | Ranking g                                                    | 758                                                          | –                                                            | 0                                                            | 0                                                            | 0                                                            | 0                                                            |
| 44 | 67                                                           | CZE Chéquia                                                  | Jiří Veselý                                                  | Ranking                                                      | 758                                                          | 1                                                            | 9                                                            | 0                                                            | 8                                                            | 3                                                            |
| 45 | 68                                                           | ISR Israel                                                   | Dudi Sela                                                    | Ranking                                                      | 746                                                          | 1                                                            | 23                                                           | 0                                                            | 7                                                            | 2                                                            |
| Fora | 69                                                           | ARG Argentina                                                | Diego Schwartzman                                            | c                                                            | 746                                                          | –                                                            | 3                                                            | 0                                                            | 3                                                            | 3                                                            |
| Fora | 70                                                           | CRO Croácia                                                  | Ivan Dodig                                                   | a                                                            | 743                                                          | –                                                            | 13                                                           | 0                                                            | 4                                                            | 2                                                            |
| 46 | 71                                                           | CZE Chéquia                                                  | Lukáš Rosol                                                  | Ranking                                                      | 735                                                          | 2                                                            | 15                                                           | 0                                                            | 12                                                           | 3                                                            |
| Fora | 72                                                           | USA Estados Unidos                                           | Rajeev Ram                                                   | b                                                            | 733                                                          | –                                                            | 0                                                            | 0                                                            | 0                                                            | 0                                                            |
| 47 | 73                                                           | UKR Ucrânia                                                  | Illya Marchenko                                              | Ranking                                                      | 726                                                          | 1                                                            | 14                                                           | 0                                                            | 6                                                            | 1                                                            |
| Fora | 74                                                           | ESP Espanha                                                  | Íñigo Cervantes                                              | b                                                            | 713                                                          | –                                                            | 0                                                            | 0                                                            | 0                                                            | 0                                                            |
| Fora | 75                                                           | USA Estados Unidos                                           | Donald Young                                                 | b                                                            | 712                                                          | –                                                            | 3                                                            | 0                                                            | 3                                                            | 2                                                            |
| Fora | 76                                                           | RUS Rússia                                                   | Mikhail Youzhny                                              | b                                                            | 707                                                          | –                                                            | 30                                                           | 0                                                            | 0                                                            | 0                                                            |
| 48 | 77                                                           | RUS Rússia                                                   | Evgeny Donskoy                                               | Ranking                                                      | 707                                                          | 2                                                            | 6                                                            | 0                                                            | 6                                                            | 4                                                            |
| 49 | 78                                                           | DOM República Dominicana                                     | Víctor Estrella Burgos                                       | Ranking                                                      | 705                                                          | 1                                                            | 35                                                           | 0                                                            | 7                                                            | 3                                                            |
| Fora | 79                                                           | FRA França                                                   | Pierre-Hugues Herbert                                        | b                                                            | 697                                                          | –                                                            | 0                                                            | 0                                                            | 0                                                            | 0                                                            |
| 50 | 97 (79)*                                                     | TPE Taipé Chinês                                             | Lu Yen-hsun                                                  | Ranking                                                      | 615                                                          | 1                                                            | 18                                                           | 0                                                            | 3                                                            | 3                                                            |
| Fora | 80                                                           | SRB Sérvia                                                   | Dušan Lajović                                                | a                                                            | 691                                                          | –                                                            | 5                                                            | 0                                                            | 4                                                            | 1                                                            |
| Fora | 81                                                           | ESP Espanha                                                  | Tommy Robredo                                                | b                                                            | 685                                                          | –                                                            | 15                                                           | 0                                                            | 2                                                            | 1                                                            |
| 51 | 328 (81)*                                                    | AUS Austrália                                                | Thanasi Kokkinakis                                           | Ranking                                                      | 145                                                          | 2                                                            | 4                                                            | 0                                                            | 4                                                            | 3                                                            |
| 52 | 82                                                           | NED Países Baixos                                            | Robin Haase                                                  | Ranking                                                      | 685                                                          | 1                                                            | 16                                                           | 0                                                            | 6                                                            | 1                                                            |
| 53 | 83                                                           | BRA Brasil                                                   | Rogério Dutra Silva                                          | Ranking                                                      | 684                                                          | 2                                                            | 6                                                            | 0                                                            | 5                                                            | 1                                                            |
| 54 | 84                                                           | GBR Grã-Bretanha                                             | Kyle Edmund                                                  | Ranking g                                                    | 676                                                          | 2                                                            | 2                                                            | 0                                                            | 2                                                            | 2                                                            |
| Fora | 85                                                           | ARG Argentina                                                | Leonardo Mayer                                               | c                                                            | 675                                                          | –                                                            | 9                                                            | 0                                                            | 6                                                            | 4                                                            |
| 55 | 86                                                           | GER Alemanha                                                 | Dustin Brown                                                 | Ranking g                                                    | 670                                                          | 3                                                            | 3                                                            | 0                                                            | 2                                                            | 2                                                            |
| 56 | 87                                                           | BIH Bósnia e Herzegovina                                     | Damir Džumhur                                                | Ranking                                                      | 667                                                          | 1                                                            | 13                                                           | 0                                                            | 6                                                            | 1                                                            |
| 57 | 88                                                           | POR Portugal                                                 | Gastão Elias                                                 | ITF                                                          | 657                                                          | 2                                                            | 13                                                           | 0                                                            | 8                                                            | 3                                                            |
| 58 | 89                                                           | GER Alemanha                                                 | Jan-Lennard Struff                                           | ITF g                                                        | 650                                                          | 4                                                            | 2                                                            | 0                                                            | 2                                                            | 1                                                            |
| 59 | 90                                                           | AUS Austrália                                                | Jordan Thompson                                              | ITF g                                                        | 643                                                          | 3                                                            | 0                                                            | 0                                                            | 0                                                            | 0                                                            |
| 60 | 120 (94)*                                                    | POL Polônia                                                  | Jerzy Janowicz                                               | ITF                                                          | 506                                                          | 1                                                            | 17                                                           | 0                                                            | 8                                                            | 3                                                            |
| 61 | 96                                                           | RUS Rússia                                                   | Teymuraz Gabashvili                                          | ITF                                                          | 616                                                          | 2                                                            | 11                                                           | 0                                                            | 5                                                            | 3                                                            |
| 62 | 101                                                          | GEO Geórgia                                                  | Nikoloz Basilashvili                                         | ITF                                                          | 563                                                          | 1                                                            | 4                                                            | 3                                                            | 2                                                            | 2                                                            |
| 63 | 130                                                          | BIH Bósnia e Herzegovina                                     | Mirza Bašić                                                  | Convite                                                      | 447                                                          | 1                                                            | 19                                                           | 0                                                            | 7                                                            | 4                                                            |
| 64 | 278                                                          | BAR Barbados                                                 | Darian King                                                  | Convite                                                      | 181                                                          | 1                                                            | 13                                                           | 0                                                            | 9                                                            | 4                                                            |
| * Jogadores qualificados com base no ranking protegido, indicada a posição atual no ranking. ** Aljaž Bedene representava a Eslovénia, portanto não está qualificável pela Grã-Bretanha, pois não são consideradas as indicações para a equipe eslovena da Copa Davis. |                                                              |                                                              |                                                              |                                                              |                                                              |                                                              |                                                              |                                                              |                                                              |                                                              |
| a | Não participou dos Jogos, por lesão ou desistência.          | Não participou dos Jogos, por lesão ou desistência.          | Não participou dos Jogos, por lesão ou desistência.          | Não participou dos Jogos, por lesão ou desistência.          | Não participou dos Jogos, por lesão ou desistência.          | Não participou dos Jogos, por lesão ou desistência.          | Não participou dos Jogos, por lesão ou desistência.          | Não participou dos Jogos, por lesão ou desistência.          | Não participou dos Jogos, por lesão ou desistência.          | Não participou dos Jogos, por lesão ou desistência.          |
| b | Não atingiu o mínimo de participações na Copa Davis          | Não atingiu o mínimo de participações na Copa Davis          | Não atingiu o mínimo de participações na Copa Davis          | Não atingiu o mínimo de participações na Copa Davis          | Não atingiu o mínimo de participações na Copa Davis          | Não atingiu o mínimo de participações na Copa Davis          | Não atingiu o mínimo de participações na Copa Davis          | Não atingiu o mínimo de participações na Copa Davis          | Não atingiu o mínimo de participações na Copa Davis          | Não atingiu o mínimo de participações na Copa Davis          |
| c | Limite de jogadores pelo CON ultrapassado                    | Limite de jogadores pelo CON ultrapassado                    | Limite de jogadores pelo CON ultrapassado                    | Limite de jogadores pelo CON ultrapassado                    | Limite de jogadores pelo CON ultrapassado                    | Limite de jogadores pelo CON ultrapassado                    | Limite de jogadores pelo CON ultrapassado                    | Limite de jogadores pelo CON ultrapassado                    | Limite de jogadores pelo CON ultrapassado                    | Limite de jogadores pelo CON ultrapassado                    |
| d | Aposentou-se                                                 | Aposentou-se                                                 | Aposentou-se                                                 | Aposentou-se                                                 | Aposentou-se                                                 | Aposentou-se                                                 | Aposentou-se                                                 | Aposentou-se                                                 | Aposentou-se                                                 | Aposentou-se                                                 |
| e | Suspenso                                                     | Suspenso                                                     | Suspenso                                                     | Suspenso                                                     | Suspenso                                                     | Suspenso                                                     | Suspenso                                                     | Suspenso                                                     | Suspenso                                                     | Suspenso                                                     |
| g | Participará com dispensa especial do requisito da Copa Davis | Participará com dispensa especial do requisito da Copa Davis | Participará com dispensa especial do requisito da Copa Davis | Participará com dispensa especial do requisito da Copa Davis | Participará com dispensa especial do requisito da Copa Davis | Participará com dispensa especial do requisito da Copa Davis | Participará com dispensa especial do requisito da Copa Davis | Participará com dispensa especial do requisito da Copa Davis | Participará com dispensa especial do requisito da Copa Davis | Participará com dispensa especial do requisito da Copa Davis |

### Simples feminino
| Ordem | Ranking                                                   | CON                                                       | Tenista                                                   | Critério                                                  | Pontos WTA                                                | Ranking do CON                                            | Fed Cup Jogos                                             | Fed Cup Regional                                          | Fed Cup 2013–16                                           | Fed Cup 2015–16                                           |
| --- | --------------------------------------------------------- | --------------------------------------------------------- | --------------------------------------------------------- | --------------------------------------------------------- | --------------------------------------------------------- | --------------------------------------------------------- | --------------------------------------------------------- | --------------------------------------------------------- | --------------------------------------------------------- | --------------------------------------------------------- |
| 1 | 1                                                         | USA Estados Unidos                                        | Serena Williams                                           | Ranking                                                   | 8330                                                      | 1                                                         | 10                                                        | 0                                                         | 3                                                         | 2                                                         |
| 2 | 2                                                         | ESP Espanha                                               | Garbiñe Muguruza                                          | Ranking                                                   | 5482                                                      | 1                                                         | 3                                                         | 0                                                         | 3                                                         | 3                                                         |
| 3 | 3                                                         | POL Polônia                                               | Agnieszka Radwańska                                       | Ranking                                                   | 5335                                                      | 1                                                         | 16                                                        | 1                                                         | 6                                                         | 2                                                         |
| 4 | 4                                                         | GER Alemanha                                              | Angelique Kerber                                          | Ranking                                                   | 6500                                                      | 1                                                         | 13                                                        | 0                                                         | 8                                                         | 4                                                         |
| Fora | 5                                                         | ROU Romênia                                               | Simona Halep                                              | a                                                         | 4792                                                      | -                                                         | 8                                                         | 1                                                         | 5                                                         | 3                                                         |
| Fora | 6                                                         | BLR Bielorrússia                                          | Victoria Azarenka                                         | a                                                         | 4221                                                      | -                                                         | 12                                                        | 1                                                         | 3                                                         | 3                                                         |
| 5 | 7                                                         | ITA Itália                                                | Roberta Vinci                                             | Ranking                                                   | 3405                                                      | 1                                                         | 29                                                        | 0                                                         | 6                                                         | 2                                                         |
| 6 | 8                                                         | SUI Suíça                                                 | Belinda Bencic                                            | Ranking                                                   | 3260                                                      | 1                                                         | 7                                                         | 0                                                         | 4                                                         | 2                                                         |
| 7 | 9                                                         | USA Estados Unidos                                        | Venus Williams                                            | Ranking                                                   | 3116                                                      | 2                                                         | 12                                                        | 0                                                         | 3                                                         | 2                                                         |
| 8 | 10                                                        | SUI Suíça                                                 | Timea Bacsinszky                                          | Ranking                                                   | 2800                                                      | 2                                                         | 19                                                        | 0                                                         | 7                                                         | 4                                                         |
| 9 | 11                                                        | CZE Chéquia                                               | Petra Kvitová                                             | Ranking                                                   | 2768                                                      | 1                                                         | 19                                                        | 0                                                         | 8                                                         | 3                                                         |
| 10 | 12                                                        | RUS Rússia                                                | Svetlana Kuznetsova                                       | Ranking                                                   | 2755                                                      | 1                                                         | 19                                                        | 0                                                         | 3                                                         | 3                                                         |
| Fora | 13                                                        | ITA Itália                                                | Flavia Pennetta                                           | d                                                         | 2723                                                      | -                                                         | 21                                                        | 0                                                         | 2                                                         | 1                                                         |
| 11 | 14                                                        | AUS Austrália                                             | Samantha Stosur                                           | Ranking                                                   | 2700                                                      | 1                                                         | 24                                                        | 0                                                         | 7                                                         | 3                                                         |
| 12 | 15                                                        | ESP Espanha                                               | Carla Suárez Navarro                                      | Ranking                                                   | 2695                                                      | 2                                                         | 12                                                        | 0                                                         | 4                                                         | 2                                                         |
| 13 | 16                                                        | USA Estados Unidos                                        | Madison Keys                                              | Ranking                                                   | 2592                                                      | 3                                                         | 3                                                         | 0                                                         | 3                                                         | 1                                                         |
| Fora | 17                                                        | CZE Chéquia                                               | Karolína Plíšková                                         | a                                                         | 2360                                                      | -                                                         | 5                                                         | 0                                                         | 4                                                         | 4                                                         |
| 14 | 18                                                        | GBR Grã-Bretanha                                          | Johanna Konta                                             | Ranking                                                   | 2250                                                      | 1                                                         | 5                                                         | 3                                                         | 4                                                         | 1                                                         |
| 15 | 19                                                        | UKR Ucrânia                                               | Elina Svitolina                                           | Ranking                                                   | 2226                                                      | 1                                                         | 6                                                         | 2                                                         | 4                                                         | 1                                                         |
| 16 | 20                                                        | USA Estados Unidos                                        | Sloane Stephens                                           | Ranking                                                   | 2150                                                      | 4                                                         | 5                                                         | 0                                                         | 3                                                         | 1                                                         |
| 17 | 21                                                        | SVK Eslováquia                                            | Dominika Cibulková                                        | Ranking                                                   | 2081                                                      | 1                                                         | 19                                                        | 0                                                         | 5                                                         | 2                                                         |
| 18 | 22                                                        | ITA Itália                                                | Sara Errani                                               | Ranking                                                   | 2030                                                      | 2                                                         | 20                                                        | 0                                                         | 7                                                         | 3                                                         |
| 19 | 23                                                        | RUS Rússia                                                | Anastasia Pavlyuchenkova                                  | Ranking                                                   | 1960                                                      | 2                                                         | 10                                                        | 0                                                         | 4                                                         | 3                                                         |
| 20 | 24                                                        | SRB Sérvia                                                | Jelena Janković                                           | Ranking g                                                 | 1940                                                      | 1                                                         | 20                                                        | 1                                                         | 2                                                         | 1                                                         |
| 21 | 25                                                        | SRB Sérvia                                                | Ana Ivanovic                                              | Ranking                                                   | 1910                                                      | 2                                                         | 12                                                        | 1                                                         | 4                                                         | 1                                                         |
| Fora | 26                                                        | RUS Rússia                                                | Maria Sharapova                                           | e                                                         | 1901                                                      | -                                                         | 6                                                         | 0                                                         | 2                                                         | 2                                                         |
| 22 | 27                                                        | NED Países Baixos                                         | Kiki Bertens                                              | Ranking                                                   | 1821                                                      | 1                                                         | 8                                                         | 1                                                         | 6                                                         | 4                                                         |
| 23 | 265 (27)*                                                 | CHN China                                                 | Peng Shuai                                                | Ranking                                                   | 169                                                       | 2                                                         | 10                                                        | 4                                                         | 2                                                         | 1                                                         |
| 24 | 28                                                        | ROU Romênia                                               | Irina-Camelia Begu                                        | Ranking                                                   | 1765                                                      | 1                                                         | 9                                                         | 1                                                         | 5                                                         | 3                                                         |
| 25 | 29                                                        | CZE Chéquia                                               | Lucie Šafářová                                            | Ranking                                                   | 1673                                                      | 2                                                         | 20                                                        | 0                                                         | 7                                                         | 1                                                         |
| 26 | 30                                                        | CZE Chéquia                                               | Barbora Strýcová                                          | Ranking                                                   | 1640                                                      | 3                                                         | 15                                                        | 0                                                         | 5                                                         | 4                                                         |
| 27 | 31                                                        | RUS Rússia                                                | Daria Kasatkina                                           | Ranking g                                                 | 1618                                                      | 3                                                         | 3                                                         | 0                                                         | 2                                                         | 2                                                         |
| 28 | 32                                                        | FRA França                                                | Kristina Mladenovic                                       | Ranking                                                   | 1550                                                      | 1                                                         | 9                                                         | 0                                                         | 7                                                         | 4                                                         |
| 29 | 33                                                        | GER Alemanha                                              | Andrea Petkovic                                           | Ranking                                                   | 1485                                                      | 2                                                         | 14                                                        | 0                                                         | 7                                                         | 4                                                         |
| 30 | 34                                                        | DEN Dinamarca                                             | Caroline Wozniacki                                        | Ranking                                                   | 1386                                                      | 1                                                         | 9                                                         | 1                                                         | 3                                                         | 3                                                         |
| 31 | 35                                                        | KAZ Cazaquistão                                           | Yulia Putintseva                                          | Ranking                                                   | 1385                                                      | 1                                                         | 3                                                         | 3                                                         | 3                                                         | 2                                                         |
| 32 | 36                                                        | RUS Rússia                                                | Ekaterina Makarova                                        | Ranking                                                   | 1382                                                      | 4                                                         | 9                                                         | 0                                                         | 4                                                         | 1                                                         |
| 33 | 37                                                        | ROU Romênia                                               | Monica Niculescu                                          | Ranking                                                   | 1365                                                      | 2                                                         | 12                                                        | 1                                                         | 5                                                         | 3                                                         |
| 34 | 38                                                        | FRA França                                                | Caroline Garcia                                           | Ranking                                                   | 1365                                                      | 2                                                         | 7                                                         | 0                                                         | 6                                                         | 4                                                         |
| 35 | 39                                                        | LAT Letônia                                               | Jeļena Ostapenko                                          | Ranking                                                   | 1362                                                      | 1                                                         | 4                                                         | 4                                                         | 4                                                         | 2                                                         |
| 36 | 40                                                        | SVK Eslováquia                                            | Anna Karolína Schmiedlová                                 | Ranking                                                   | 1340                                                      | 2                                                         | 6                                                         | 0                                                         | 5                                                         | 4                                                         |
| 37 | 41                                                        | GER Alemanha                                              | Annika Beck                                               | Ranking                                                   | 1335                                                      | 4                                                         | 3                                                         | 0                                                         | 3                                                         | 2                                                         |
| 38 | 42                                                        | GER Alemanha                                              | Laura Siegemund                                           | Ranking g                                                 | 1335                                                      | 3                                                         | 0                                                         | 0                                                         | 0                                                         | 0                                                         |
| Fora | 43                                                        | USA Estados Unidos                                        | Coco Vandeweghe                                           | c                                                         | 1302                                                      | -                                                         | 4                                                         | 0                                                         | 3                                                         | 3                                                         |
| 39 | 44                                                        | UKR Ucrânia                                               | Lesia Tsurenko                                            | Ranking                                                   | 1301                                                      | 2                                                         | 9                                                         | 1                                                         | 5                                                         | 2                                                         |
| 40 | 45                                                        | HUN Hungria                                               | Tímea Babos                                               | Ranking                                                   | 1260                                                      | 1                                                         | 5                                                         | 3                                                         | 3                                                         | 1                                                         |
| 41 | 93 (45)*                                                  | ITA Itália                                                | Karin Knapp                                               | Ranking                                                   | 764                                                       | 3                                                         | 8                                                         | 0                                                         | 4                                                         | 1                                                         |
| 42 | 46                                                        | CAN Canadá                                                | Eugenie Bouchard                                          | Ranking                                                   | 1230                                                      | 2                                                         | 7                                                         | 1                                                         | 5                                                         | 1                                                         |
| Fora | 47                                                        | ITA Itália                                                | Camila Giorgi                                             | a                                                         | 1230                                                      | -                                                         | 5                                                         | 0                                                         | 5                                                         | 3                                                         |
| 43 | 48                                                        | JPN Japão                                                 | Misaki Doi                                                | Ranking                                                   | 1230                                                      | 1                                                         | 8                                                         | 1                                                         | 5                                                         | 1                                                         |
| 44 | 49                                                        | PUR Porto Rico                                            | Mónica Puig                                               | Ranking                                                   | 1220                                                      | 1                                                         | 6                                                         | 4                                                         | 2                                                         | 1                                                         |
| 45 | 50                                                        | BEL Bélgica                                               | Yanina Wickmayer                                          | Ranking                                                   | 1215                                                      | 1                                                         | 16                                                        | 2                                                         | 4                                                         | 2                                                         |
| 46 | 51                                                        | AUS Austrália                                             | Daria Gavrilova                                           | Ranking g                                                 | 1120                                                      | 2                                                         | 1                                                         | 0                                                         | 1                                                         | 1                                                         |
| Fora | 52                                                        | GER Alemanha                                              | Anna-Lena Friedsam                                        | b                                                         | 1100                                                      | -                                                         | 0                                                         | 0                                                         | 0                                                         | 0                                                         |
| Fora | 53                                                        | RUS Rússia                                                | Elena Vesnina                                             | c                                                         | 1099                                                      | -                                                         | 15                                                        | 0                                                         | 6                                                         | 3                                                         |
| 47 | 54                                                        | MNE Montenegro                                            | Danka Kovinić                                             | Ranking                                                   | 1085                                                      | 1                                                         | 5                                                         | 4                                                         | 2                                                         | 1                                                         |
| 48 | 55                                                        | SWE Suécia                                                | Johanna Larsson                                           | Ranking                                                   | 1083                                                      | 1                                                         | 16                                                        | 0                                                         | 5                                                         | 1                                                         |
| 49 | 56                                                        | GBR Grã-Bretanha                                          | Heather Watson                                            | Ranking                                                   | 1081                                                      | 2                                                         | 7                                                         | 4                                                         | 4                                                         | 2                                                         |
| Fora | 57                                                        | CRO Croácia                                               | Mirjana Lučić-Baroni                                      | b                                                         | 1058                                                      | -                                                         | 5                                                         | 4                                                         | 0                                                         | 0                                                         |
| Fora | 58                                                        | RUS Rússia                                                | Margarita Gasparyan                                       | c                                                         | 1052                                                      | -                                                         | 3                                                         | 0                                                         | 2                                                         | 2                                                         |
| 50 | 59                                                        | FRA França                                                | Alizé Cornet                                              | Ranking                                                   | 1035                                                      | 3                                                         | 16                                                        | 0                                                         | 5                                                         | 1                                                         |
| Fora | 60                                                        | USA Estados Unidos                                        | Shelby Rogers                                             | c                                                         | 1031                                                      | -                                                         | 0                                                         | 0                                                         | 0                                                         | 0                                                         |
| 51 | 61                                                        | BEL Bélgica                                               | Kirsten Flipkens                                          | Ranking                                                   | 1025                                                      | 2                                                         | 22                                                        | 1                                                         | 4                                                         | 2                                                         |
| 52 | 62                                                        | CHN China                                                 | Zhang Shuai                                               | Ranking                                                   | 1009                                                      | 1                                                         | 10                                                        | 4                                                         | 2                                                         | 2                                                         |
| 53 | 451 (62)*                                                 | KAZ Cazaquistão                                           | Galina Voskoboeva                                         | Ranking                                                   | 67                                                        | 2                                                         | 8                                                         | 3                                                         | 10                                                        | 4                                                         |
| Fora | 63                                                        | GER Alemanha                                              | Sabine Lisicki                                            | c                                                         | 1002                                                      | -                                                         | 11                                                        | 0                                                         | 5                                                         | 2                                                         |
| Fora | 64                                                        | UKR Ucrânia                                               | Kateryna Bondarenko                                       | b                                                         | 993                                                       | -                                                         | 13                                                        | 2                                                         | 2                                                         | 2                                                         |
| Fora | 65                                                        | USA Estados Unidos                                        | Varvara Lepchenko                                         | b                                                         | 993                                                       | -                                                         | 2                                                         | 0                                                         | 2                                                         | 0                                                         |
| Fora | 66                                                        | GER Alemanha                                              | Mona Barthel                                              | b                                                         | 975                                                       | -                                                         | 1                                                         | 0                                                         | 1                                                         | 0                                                         |
| Fora | 67                                                        | USA Estados Unidos                                        | Christina McHale                                          | c                                                         | 960                                                       | -                                                         | 8                                                         | 0                                                         | 3                                                         | 2                                                         |
| Fora | 68                                                        | USA Estados Unidos                                        | Madison Brengle                                           | b                                                         | 950                                                       | -                                                         | 1                                                         | 0                                                         | 0                                                         | 0                                                         |
| 54 | 69                                                        | JPN Japão                                                 | Nao Hibino                                                | Ranking g                                                 | 949                                                       | 2                                                         | 1                                                         | 1                                                         | 1                                                         | 1                                                         |
| Fora | 70                                                        | USA Estados Unidos                                        | Irina Falconi                                             | b                                                         | 945                                                       | -                                                         | 0                                                         | 0                                                         | 0                                                         | 0                                                         |
| 55 | 71                                                        | BUL Bulgária                                              | Tsvetana Pironkova                                        | Ranking                                                   | 944                                                       | 1                                                         | 15                                                        | 4                                                         | 4                                                         | 2                                                         |
| 56 | 72                                                        | TPE Taipé Chinês                                          | Hsieh Su-wei                                              | Ranking                                                   | 944                                                       | 1                                                         | 9                                                         | 2                                                         | 2                                                         | 2                                                         |
| 57 | 73                                                        | CHN China                                                 | Wang Qiang**                                              | ITF                                                       | 939                                                       | 3                                                         | 5                                                         | 4                                                         | 4                                                         | 2                                                         |
| 58 | 76                                                        | CRO Croácia                                               | Ana Konjuh                                                | ITF                                                       | 899                                                       | 1                                                         | 3                                                         | 4                                                         | 3                                                         | 2                                                         |
| 59 | 77                                                        | TUR Turquia                                               | Çağla Büyükakçay                                          | ITF                                                       | 899                                                       | 1                                                         | 13                                                        | 4                                                         | 4                                                         | 2                                                         |
| 60 | 79                                                        | COL Colômbia                                              | Mariana Duque-Mariño                                      | ITF                                                       | 876                                                       | 1                                                         | 12                                                        | 4                                                         | 3                                                         | 1                                                         |
| 61 | 92                                                        | BRA Brasil                                                | Teliana Pereira                                           | ITF                                                       | 768                                                       | 1                                                         | 8                                                         | 0                                                         | 4                                                         | 2                                                         |
| 63 | 136                                                       | PAR Paraguai                                              | Verónica Cepede Royg                                      | Convite                                                   | 425                                                       | 1                                                         | 10                                                        | 3                                                         | 7                                                         | 3                                                         |
| 62 | 188                                                       | TUN Tunísia                                               | Ons Jabeur                                                | ITF                                                       | 287                                                       | 1                                                         | 4                                                         | 0                                                         | 8                                                         | 4                                                         |
| 64 | 274                                                       | LIE Liechtenstein                                         | Stephanie Vogt                                            | Convite                                                   | 161                                                       | 1                                                         | 7                                                         | 4                                                         | 4                                                         | 2                                                         |
| * Jogadoras qualificadas com base no ranking protegido, indicada a posição atual no ranking. ** Francesca Schiavone foi indicada para vaga da ITF, mas recusou e a vaga foi realocada para Wang Qiang. |                                                           |                                                           |                                                           |                                                           |                                                           |                                                           |                                                           |                                                           |                                                           |                                                           |
| a | Não participou dos Jogos, por lesão ou desistência.       | Não participou dos Jogos, por lesão ou desistência.       | Não participou dos Jogos, por lesão ou desistência.       | Não participou dos Jogos, por lesão ou desistência.       | Não participou dos Jogos, por lesão ou desistência.       | Não participou dos Jogos, por lesão ou desistência.       | Não participou dos Jogos, por lesão ou desistência.       | Não participou dos Jogos, por lesão ou desistência.       | Não participou dos Jogos, por lesão ou desistência.       | Não participou dos Jogos, por lesão ou desistência.       |
| b | Não atingiu o mínimo de participações na Fed Cup          | Não atingiu o mínimo de participações na Fed Cup          | Não atingiu o mínimo de participações na Fed Cup          | Não atingiu o mínimo de participações na Fed Cup          | Não atingiu o mínimo de participações na Fed Cup          | Não atingiu o mínimo de participações na Fed Cup          | Não atingiu o mínimo de participações na Fed Cup          | Não atingiu o mínimo de participações na Fed Cup          | Não atingiu o mínimo de participações na Fed Cup          | Não atingiu o mínimo de participações na Fed Cup          |
| c | Limite de jogadores pelo CON ultrapassado                 | Limite de jogadores pelo CON ultrapassado                 | Limite de jogadores pelo CON ultrapassado                 | Limite de jogadores pelo CON ultrapassado                 | Limite de jogadores pelo CON ultrapassado                 | Limite de jogadores pelo CON ultrapassado                 | Limite de jogadores pelo CON ultrapassado                 | Limite de jogadores pelo CON ultrapassado                 | Limite de jogadores pelo CON ultrapassado                 | Limite de jogadores pelo CON ultrapassado                 |
| d | Aposentou-se                                              | Aposentou-se                                              | Aposentou-se                                              | Aposentou-se                                              | Aposentou-se                                              | Aposentou-se                                              | Aposentou-se                                              | Aposentou-se                                              | Aposentou-se                                              | Aposentou-se                                              |
| e | Suspenso                                                  | Suspenso                                                  | Suspenso                                                  | Suspenso                                                  | Suspenso                                                  | Suspenso                                                  | Suspenso                                                  | Suspenso                                                  | Suspenso                                                  | Suspenso                                                  |
| g | Participará com dispensa especial do requisito da Fed Cup | Participará com dispensa especial do requisito da Fed Cup | Participará com dispensa especial do requisito da Fed Cup | Participará com dispensa especial do requisito da Fed Cup | Participará com dispensa especial do requisito da Fed Cup | Participará com dispensa especial do requisito da Fed Cup | Participará com dispensa especial do requisito da Fed Cup | Participará com dispensa especial do requisito da Fed Cup | Participará com dispensa especial do requisito da Fed Cup | Participará com dispensa especial do requisito da Fed Cup |

### Duplas masculino
| Ordem                                                | NOC                                                           | RC                                                            | Critério                                                      | Jogador A                                                     | Jogador A                                                     | Jogador A                                                     | Jogador B                                                     | Jogador B                                                     | Jogador B                                                     |                                                               |
| Ordem                                                | NOC                                                           | RC                                                            | Critério                                                      | Nome                                                          | RS                                                            | RD                                                            | Nome                                                          | RS                                                            | RD                                                            |                                                               |
| ---------------------------------------------------- | ------------------------------------------------------------- | ------------------------------------------------------------- | ------------------------------------------------------------- | ------------------------------------------------------------- | ------------------------------------------------------------- | ------------------------------------------------------------- | ------------------------------------------------------------- | ------------------------------------------------------------- | ------------------------------------------------------------- | ------------------------------------------------------------- |
| 1                                                    | FRA França                                                    | 4                                                             | Top 10                                                        | Nicolas Mahut                                                 | 49                                                            | 1                                                             | Pierre-Hugues Herbert g                                       | 79                                                            | 3                                                             |                                                               |
| 2                                                    | GBR Grã-Bretanha                                              | 4                                                             | Top 10                                                        | Jamie Murray                                                  | –                                                             | 2                                                             | Andy Murray                                                   | 2                                                             | 142                                                           |                                                               |
| 3                                                    | USA Estados Unidos                                            | 8                                                             | Top 10                                                        | Bob Bryan                                                     | –                                                             | 4                                                             | Mike Bryan                                                    | –                                                             | 4                                                             |                                                               |
| 4                                                    | ROU Romênia                                                   | 17                                                            | Top 10                                                        | Horia Tecău                                                   | –                                                             | 6                                                             | Florin Mergea                                                 | –                                                             | 11                                                            |                                                               |
| 5                                                    | NED Países Baixos                                             | 89                                                            | Top 10                                                        | Jean-Julien Rojer                                             | –                                                             | 7                                                             | Robin Haase                                                   | 82                                                            | 170                                                           |                                                               |
| 6                                                    | BRA Brasil                                                    | 17                                                            | Top 10                                                        | Marcelo Melo                                                  | –                                                             | 8                                                             | Bruno Soares                                                  | –                                                             | 9                                                             |                                                               |
| 7                                                    | IND Índia                                                     | 56                                                            | Top 10                                                        | Rohan Bopanna                                                 | –                                                             | 10                                                            | Leander Paes                                                  | –                                                             | 46                                                            |                                                               |
| 8                                                    | SUI Suíça                                                     |                                                               | Ranking                                                       | Stan Wawrinka                                                 | 5                                                             | 354                                                           | A definir                                                     |                                                               |                                                               |                                                               |
| 9                                                    | ESP Espanha                                                   | 22                                                            | Ranking                                                       | Marc López                                                    | –                                                             | 18                                                            | Rafael Nadal g                                                | 4                                                             | 144                                                           |                                                               |
| 10                                                   | SRB Sérvia                                                    | 24                                                            | Ranking                                                       | Nenad Zimonjić                                                | –                                                             | 23                                                            | Novak Djokovic                                                | 1                                                             | 154                                                           |                                                               |
| 11                                                   | FRA França                                                    | 27                                                            | Ranking                                                       | Jo-Wilfried Tsonga                                            | 12                                                            | 360                                                           | Gael Monfils                                                  | 15                                                            | 593                                                           |                                                               |
| 12                                                   | ESP Espanha                                                   | 30                                                            | Ranking                                                       | Roberto Bautista Agut                                         | 16                                                            | 291                                                           | David Ferrer                                                  | 14                                                            | –                                                             |                                                               |
| 13                                                   | CAN Canadá                                                    | 33                                                            | Ranking                                                       | Daniel Nestor                                                 | –                                                             | 13                                                            | Vasek Pospisil                                                | 46                                                            | 20                                                            |                                                               |
| 14                                                   | POL Polônia                                                   | 43                                                            | Ranking                                                       | Marcin Matkowski                                              | –                                                             | 21                                                            | Łukasz Kubot                                                  | 595                                                           | 22                                                            |                                                               |
| 15                                                   | CRO Croácia                                                   | 49                                                            | Ranking                                                       | Marin Draganja                                                | –                                                             | 36*                                                           | Marin Čilić                                                   | 13                                                            | 357                                                           |                                                               |
| 16                                                   | COL Colômbia                                                  | 54                                                            | Ranking                                                       | Juan Sebastián Cabal                                          | –                                                             | 27                                                            | Robert Farah                                                  | –                                                             | 27                                                            |                                                               |
| 17                                                   | GER Alemanha                                                  | 60                                                            | Ranking                                                       | Philipp Petzschner                                            | 1253                                                          | 34                                                            | Philipp Kohlschreiber                                         | 28                                                            | 186                                                           |                                                               |
| 18                                                   | AUS Austrália                                                 | 61                                                            | Ranking                                                       | John Peers                                                    | –                                                             | 12                                                            | Chris Guccione                                                | –                                                             | 49                                                            |                                                               |
| 19                                                   | AUT Áustria                                                   | 63                                                            | Ranking                                                       | Alexander Peya                                                | –                                                             | 19                                                            | Oliver Marach g                                               | –                                                             | 44                                                            |                                                               |
| 20                                                   | USA Estados Unidos                                            | 63                                                            | Ranking                                                       | Jack Sock                                                     | 27                                                            | 24                                                            | Steve Johnson g                                               | 39                                                            | 42                                                            |                                                               |
| 21                                                   | ARG Argentina                                                 | 65                                                            | Ranking                                                       | Máximo González g                                             | 140                                                           | 58                                                            | Juan Martín del Potro                                         | 7*                                                            | 588                                                           |                                                               |
| 22                                                   | ITA Itália                                                    | 74                                                            | Ranking                                                       | Fabio Fognini                                                 | 34                                                            | 60                                                            | Andreas Seppi                                                 | 40                                                            | 79                                                            |                                                               |
| 23                                                   | ARG Argentina                                                 | 86                                                            | Ranking                                                       | Guillermo Duráng                                              | 1248                                                          | 51                                                            | Federico Delbonis                                             | 35                                                            | 153                                                           |                                                               |
| 24                                                   | GBR Grã-Bretanha                                              | 86                                                            | Ranking                                                       | Dominic Inglot                                                | –                                                             | 32                                                            | Colin Fleming g                                               | –                                                             | 54                                                            |                                                               |
| 25                                                   | BLR Bielorrússia                                              | 89                                                            | ITF                                                           | Max Mirnyi                                                    | –                                                             | 26                                                            | Aliaksandr Bury                                               | –                                                             | 63                                                            |                                                               |
| 26                                                   | CZE Chéquia                                                   | 114                                                           | ITF                                                           | Radek Štěpánek                                                | 129                                                           | 31                                                            | Lukáš Rosol                                                   | 83                                                            | 117                                                           |                                                               |
| 27                                                   | NZL Nova Zelândia                                             | 107                                                           | ITF                                                           | Michael Venus                                                 | 915                                                           | 43                                                            | Marcus Daniell                                                | –                                                             | 64                                                            |                                                               |
| 28                                                   | BRA Brasil                                                    | 115                                                           | ITF                                                           | André Sá                                                      | –                                                             | 53                                                            | Thomaz Bellucci                                               | 62                                                            | 84                                                            |                                                               |
| 29                                                   | SVK Eslováquia                                                | 125                                                           | ITF                                                           | Andrej Martin                                                 | 110                                                           | 74                                                            | Martin Kližan                                                 | 51                                                            | 599                                                           |                                                               |
| 30                                                   | CHI Chile                                                     | 127                                                           | ITF                                                           | Julio Peralta g                                               | –                                                             | 61                                                            | Hans Podlipnik-Castillo                                       | 210                                                           | 66                                                            |                                                               |
| 31                                                   | UKR Ucrânia                                                   | 148                                                           | ITF                                                           | Denys Molchanov                                               | 229                                                           | 75                                                            | Illya Marchenko                                               | 73                                                            | 601                                                           |                                                               |
| 32                                                   | MEX México                                                    | 179                                                           | ITF                                                           | Santiago González                                             | –                                                             | 50                                                            | Miguel Ángel Reyes-Varela                                     | –                                                             | 129                                                           |                                                               |
| * Jogador qualificado com base no ranking protegido. |                                                               |                                                               |                                                               |                                                               |                                                               |                                                               |                                                               |                                                               |                                                               |                                                               |
| g                                                    | Participará com dispensa especial do requisito da Copa Davis. | Participará com dispensa especial do requisito da Copa Davis. | Participará com dispensa especial do requisito da Copa Davis. | Participará com dispensa especial do requisito da Copa Davis. | Participará com dispensa especial do requisito da Copa Davis. | Participará com dispensa especial do requisito da Copa Davis. | Participará com dispensa especial do requisito da Copa Davis. | Participará com dispensa especial do requisito da Copa Davis. | Participará com dispensa especial do requisito da Copa Davis. | Participará com dispensa especial do requisito da Copa Davis. |

### Duplas feminino
| Ordem | NOC                | RC  | Critério | Jogador A               | Jogador A | Jogador A | Jogador B                 | Jogador B | Jogador B |
| Ordem | NOC                | RC  | Critério | Nome                    | RS        | RD        | Nome                      | RS        | RD        |
| --- | ------------------ | --- | -------- | ----------------------- | --------- | --------- | ------------------------- | --------- | --------- |
| 1 | SUI Suíça          | 14  | Top 10   | Martina Hingis          | –         | 1         | Belinda Bencic            | 13        | 96        |
| 2 | IND Índia          | 191 | Top 10   | Sania Mirza             | –         | 1         | Prarthana Thombare        | 587       | 190       |
| 3 | FRA França         | 7   | Top 10   | Caroline Garcia         | 38        | 3         | Kristina Mladenovic       | 32        | 4         |
| 4 | TPE Taipé Chinês   | 11  | Top 10   | Chan Yung-jan           | 715       | 5         | Chan Hao-ching            | –         | 6         |
| 5 | RUS Rússia         | 19  | Top 10   | Elena Vesnina           | 53        | 7         | Ekaterina Makarova        | 35        | 12        |
| 6 | KAZ Cazaquistão    | 191 | Top 10   | Yaroslava Shvedova      | 94        | 8         | Galina Voskoboeva         | 458       | 183       |
| 7 | USA Estados Unidos | 29  | Top 10   | Bethanie Mattek-Sandsg  | 88        | 9         | Coco Vandeweghe           | 30        | 20        |
| 8 | CZE Chéquia        | 21  | Top 10   | Lucie Hradecká          | 157       | 10        | Andrea Hlaváčková         | 207       | 11        |
| 9 | USA Estados Unidos | 9   | Ranking  | Serena Williams         | 1         | 251       | Venus Williams            | 8         | 251       |
| 10 | ESP Espanha        | 14  | Ranking  | Garbiñe Muguruza        | 2         | 40        | Carla Suárez Navarro      | 12        | 21        |
| 11 | ITA Itália         | 28  | Ranking  | Roberta Vinci           | 7         | 78        | Sara Errani               | 21        | 25        |
| 12 | CHN China          | 34  | Ranking  | Zheng Saisai            | 79        | 16        | Xu Yifan                  | 277       | 18        |
| 13 | RUS Rússia         | 39  | Ranking  | Svetlana Kuznetsova     | 10        | 61        | Daria Kasatkina           | 29        | 52        |
| 14 | GER Alemanha       | 42  | Ranking  | Angelique Kerber        | 4         | 204       | Andrea Petkovic           | 38        | 126       |
| 15 | CZE Chéquia        | 44  | Ranking  | Lucie Šafářová          | 29        | 14        | Barbora Strýcová          | 30        | 42        |
| 16 | ROU Romênia        | 56  | Ranking  | Irina-Camelia Begu      | 27        | 42        | Monica Niculescu          | 47        | 29        |
| 17 | SVK Eslováquia     | 58  | Ranking  | Dominika Cibulková      | 18        | 118       | Anna Karolína Schmiedlová | 40        | –         |
| 18 | ESP Espanha        | 60  | Ranking  | Anabel Medina Garrigues | –         | 30        | Arantxa Parra Santonja    | –         | 30        |
| 19 | GER Alemanha       | 69  | Ranking  | Anna-Lena Grönefeld     | –         | 27        | Laura Siegemund           | 42        | 46        |
| 20 | UKR Ucrânia        | 71  | Ranking  | Elina Svitolina         | 20        | 176       | Olga Savchuk              | 186       | 51        |
| 21 | AUS Austrália      | 72  | Ranking  | Samantha Stosur         | 16        | 168       | Daria Gavrilova           | 56        | 201       |
| 22 | GBR Grã-Bretanha   | 74  | Ranking  | Johanna Konta           | 19        | 120       | Heather Watson            | 55        | 119       |
| 23 | SRB Sérvia         | 80  | Ranking  | Jelena Janković         | 24        | 86        | Aleksandra Krunić         | 120       | 56        |
| 24 | SUI Suíça          | 124 | Ranking  | Timea Bacsinszky        | 11        | 363       | Viktorija Golubic         | 113       | 128       |
| 25 | TPE Taipé Chinês   | 89  | ITF      | Chuang Chia-Jung        | –         | 39        | Hsieh Su-Wei              | 83        | 50        |
| 26 | CHN China          | 90  | ITF      | Zhang Shuai             | 63        | 456       | Peng Shuai                | 265 (27)* | 124       |
| 27 | CAN Canadá         | 92  | ITF      | Gabriela Dabrowski      | 496       | 44        | Eugenie Bouchard          | 48        | 380       |
| 28 | JPN Japão          | 110 | ITF      | Misaki Doi              | 49        | 117       | Eri Hozumi                | 200       | 61        |
| 29 | UKR Ucrânia        | 135 | ITF      | Lyudmyla Kichenok       | 360       | 64        | Nadiia Kichenok           | 377       | 71        |
| 30 | ROM Romênia        | 135 | ITF**    | Raluca Olaru            | –         | 55        | Andreea Mitu              | 158       | 80        |
| 31 | HUN Hungria        | 209 | ITF      | Tímea Babos             | 44        | 13        | Réka Luca Jani            | 242       | 196       |
| 32 | BRA Brasil         | 239 | ITF      | Teliana Pereira         | 88        | –         | Paula Cristina Gonçalves  | 174       | 151       |
| * Jogadoras qualificadas com base no ranking protegido, indicada a posição atual no ranking. ** Francesca Schiavone foi indicada para vaga da ITF para competir ao lado de Karin Knapp, mas recusou e a vaga foi realocada para para uma dupla romena. |                    |     |          |                         |           |           |                           |           |           |

## References
1. ↑  «Tênis - sistema de qualificação Rio 2016» (PDF). QUALIFICATION SYSTEM – GAMES OF THE XXXI OLYMPIAD – RIO 2016. itftennis.com. 4 de abril de 2016. Consultado em 24 de julho de 2016
2. ↑  «IFT - Olympic Tennis Event - qualification». www.itftennis.com. Consultado em 24 de julho de 2016
3. 1 2 3 4  «ITF announces entries for Rio 2016 Olympics». itftennis.com. 19 de julho de 2016. Consultado em 26 de julho de 2016
4. 1 2  «Federer anuncia que está fora da Olimpíada e não joga mais em 2016». globoesporte.globo.com. 26 de julho de 2016. Consultado em 26 de julho de 2016
5. 1 2 3  «Nadal recebe liberação e disputará a Rio-2016». VEJA.com. 15 de julho de 2016. Consultado em 26 de julho de 2016
6. ↑  «Dominic Thiem não vem para o Rio e critica o Jogos Olímpicos». Esporte Interativo. 22 de junho de 2016. Consultado em 26 de julho de 2016
7. 1 2 3 4  «Fueron elegidos los tenistas nacionales para Río 2016» (em espanhol). DXTV. 17 de junho de 2016. Consultado em 26 de julho de 2016
8. ↑  «Tomas Berdych, nº 8 do tênis, alega medo de zika e desiste da Rio-2016». oglobo.globo.com. 16 de julho de 2016. Consultado em 26 de julho de 2016
9. ↑  «Rio-2016: Raonic desiste da Olimpíada e cita zika». VEJA.com. 15 de julho de 2016. Consultado em 26 de julho de 2016
10. 1 2  «Federação Francesa anuncia desistência de Gasquet do Rio 2016». Gazeta Esportiva. 19 de julho de 2016. Consultado em 26 de julho de 2016
11. ↑  «Melhor tenista das Américas, John Isner não disputará Olimpíadas do Rio». FOX Sports. 19 de abril de 2016. Consultado em 26 de julho de 2016
12. ↑  «Por divergências com o Comitê Olímpico da Austrália, Nick Kyrgios desiste do Rio 2016». Surto Olimpico. 4 de junho de 2016. Consultado em 26 de julho de 2016
13. ↑  «Por opção, Feliciano López anuncia que está fora das Olimpíadas no Rio». globoesporte.globo.com. 12 de maio de 2016. Consultado em 26 de julho de 2016
14. ↑  «Tenistas Feliciano López e Bernard Tomic anunciam que estão fora do Rio 2016» (em inglês). Esporte Interativo. 14 de maio de 2016. Consultado em 26 de julho de 2016
15. ↑  «Alexandr Dolgopolov desiste por causa da Zika». Dolgopolov refused to compete at the Olympics in Rio because of the virus zika (em inglês). reporter-ua.ru. 23 de junho de 2016. Consultado em 1 de julho de 2016
16. ↑  «Sam Querrey withdraws from Rio Olympics» (em inglês). vavel.com. 5 de junho de 2016. Consultado em 26 de julho de 2016
17. 1 2 3  «U.S. men's tennis gets approvals, sets Rio team» (em inglês). espn.go.com. 15 de julho de 2016. Consultado em 26 de julho de 2016
18. ↑  «Rio 2016: Kyle Edmund, Colin Fleming & Dominic Inglot added to GB tennis squad» (em inglês). bbc.com. 15 de julho de 2016. Consultado em 26 de julho de 2016
19. ↑  «Thompson wins spot in Oly tennis team» (em inglês). sbs.com.au. 17 de julho de 2016. Consultado em 26 de julho de 2016
20. ↑  «Medo do vírus da zika tira dois tenistas top 10 da Olimpíada: Raonic e Halep». globoesporte.globo.com. 15 de julho de 2016. Consultado em 26 de julho de 2016
21. ↑  «Azarenka descobre gravidez, se afasta do circuito e fica fora dos Jogos do Rio». globoesporte.globo.com. 15 de julho de 2016. Consultado em 26 de julho de 2016
22. ↑  «Tomas Berdych e Karolina Pliskova desistem de disputar o torneio de tênis dos Jogos Rio 2016». Surto Olimpico. 17 de julho de 2016. Consultado em 26 de julho de 2016
23. ↑  «Ex-número 1 do mundo Jelena Jankovic joga o Brasil Tennis Cup». Tênis Virtual. 22 de julho de 2016. Consultado em 26 de julho de 2016
24. ↑  «ITF permite que tenistas russos participem do Rio 2016». esportes.terra.com.br. 24 de julho de 2016. Consultado em 26 de julho de 2016
25. ↑  «Giorgi risks Olympic tennis berth» (em inglês). espn.go.com. 12 de abril de 2016. Consultado em 26 de julho de 2016
26. 1 2  «Schiavone Gives Up Her Olympic Wildcard» (em inglês). WTA Tennis English. 7 de julho de 2016. Consultado em 26 de julho de 2016
27. 1 2  «Ranking - Simples ATP». itftennis.com. 9 de junho de 2016. Consultado em 26 de junho de 2016
28. 1 2  «Ranking - Duplas ATP». itftennis.com. 9 de junho de 2016. Consultado em 27 de julho de 2016
29. 1 2  «Ranking - Simples WTA». Women's Tennis Association. Consultado em 26 de julho de 2016
30. 1 2  «Ranking - Duplas WTA». Women's Tennis Association. Consultado em 26 de julho de 2016